# Craig Brewster
Pour les articles homonymes, voir Brewster.
Craig James Brewster, couramment appelé Craig Brewster, est un footballeur puis entraîneur écossais, né le 13 décembre 1966 à Dundee, Écosse. Évoluant au poste d'avant-centre, il est principalement connu pour ses saisons à Forfar Athletic, Raith Rovers, Dundee United, Ionikos Le Pirée et Dunfermline Athletic, ainsi que pour avoir entraîné les clubs d'Inverness Caledonian Thistle et Dundee United.

## Biographie

### Carrière de joueur
Il joue six matchs en Coupe de l'UEFA, et deux rencontres en Coupe des coupes. En Coupe de l'UEFA, il inscrit un but sur la pelouse de l'équipe islandaise du FH Hafnarfjörður le 12 août 2004.